# Seweryna Szmaglewska
Seweryna Szmaglewska (11. února 1916, Przygłów u Piotrkowa Trybunalského – 7. července 1992, Varšava) byla polská spisovatelka, bývalá vězeňkyně koncentračního tábora Auschwitz - Birkenau.

## Život
Narodila se 11. února 1916 v obci Przygłów nedaleko města Piotrków Trybunalski. Její otec Antoni pracoval jako obecní písař, matka Pelagie (rozená Bystrońska) se starala o domácnost. Do roku 1930 žila budoucí spisovatelka ve vsi Woźniki a následně v Piotrkowě, kde navštěvovala Państwowy Seminarium Nauczycielski. Po smrti obou rodičů se jí ujala rodina učitelky polštiny Aleksandry Matusiak. Studium na střední škole zakončila maturitou v roce 1936 a o rok později začala studovat pedagogiku na soukromé vysoké škole ve Varšavě (Wolna Wszechnica Polska). Až do začátku druhé světové války učila, spolupracovala s rozhlasem (dětské relace) a dále studovala.
Po zahájení války pracovala Szmaglewska jako dobrovolnice ve vojenské nemocnici v Piotrkowě, vyučovala na tajných školách a působila v různých odbojových organizacích. 18. července 1942 byla zatčena gestapem, prošla vězeními v Piotrkowě a Čenstochové a 6. října téhož roku byla poslána do KL Auschwitz, kde ji zaregistrovali pod číslem 22090. Nejprve pracovala při polních pracích (Landwirtschaftkommando ), později při třídění a opravě hospodářských předmětů (Unterkunft). V KL Auschwitz byla vězněna až do počátku roku 1945, kdy se jí podařilo uprchnout z pochodu smrti během evakuace tábora.
Po osvobození žila nejprve v Lodži a studovala sociální vědy na univerzitách v Krakově a Lodži. V roce 1946 si vzala architekta Witolda Wiśniewského, rovněž bývalého vězně nacistických koncentračních táborů, s nímž měla dvě děti. V roce 1957 se odstěhovala do Varšavy.
Kromě literární tvorby se spisovatelka účastnila také nejrůznějších projektů sociální pomoci – např. se snažila získat finanční prostředky na výstavbu dětské nemocnice v Lodži (Szpital Zdrowia Dziecka i Matki). Byla rovněž členkou mnoha organizací (Związek Literatów Polskich, PEN Club, Rada Ochrony Pomników Walki i Męczeństwa, Związek Bojowników o Wolność i Demokrację).
Zemřela 7. července 1992 ve Varšavě.

## Dílo
- Seznam děl v Souborném katalogu ČR, jejichž autorem nebo tématem je Seweryna Szmaglewska

Jako spisovatelka debutovala v roce 1933 povídkou v piotrkowských novinách Głos Trybunalski. Největší slávu jí však přineslo dílo, na němž začala pracovat okamžitě po útěku z evakuačního transportu – autentický dokument o životě v KL Auschwitz – Dymy nad Birkenau. Kniha, již dokončila v červenci 1945, vyšla ještě před koncem téhož roku. Krátce poté, v únoru 1946, byla kniha zařazena Mezinárodním vojenským soudním tribunálem v Norimberku mezi materiály obviňující nacistické zločince. Szmaglewská byla k tribunálu předvolána jako svědek a vypovídala zde především o osudu dětí. Své zážitky z procesu vyjádřila později v románu Niewinni w Norymberdze (1972).
Lágrová tematika se postupně objevovala i v dalších dílech Szmaglewské, mezi něž např. patřily knihy Łączy nas gniew (1955), Chłeb i nadzieja (1958), Zapowiada się piękny dzień (1960), Puste miejsce przy stole (1963), Krzyk wiatru (1965) nebo Odcinie miłości (1969). Ve své tvorbě se rovněž dokázala oprostit od témat spojených s válkou – např. v románu z meziválečného období Prosta droga Łukasza (1955) nebo v populárních románech pro mládež o příhodách dětí během prázdnin na skautském táboře Czarne Stopy (1960, do roku 1997, sedmnáct vydání) a Nowy ślad Czarnych Stóp (1973).

## Ocenění a vyznamenání[1]
- Złoty Krzyż Zasługi, 1953;
- Krzyż Komandorski Orderu Odrodzenia Polski 1960;
- Order Sztandaru Pracy I klasy, 1978;
- Nagroda Ministra Kultury i Sztuki I stopnia, 1973 - cena za celoživotní tvorbu.